# El último catón
El último catón es una novela superventas de ficción, de la escritora española Matilde Asensi (1962–), ambientada temporalmente en la actualidad y que cuenta una historia en la que a través de una investigación del Vaticano se pretende descifrar el misterio de los robos en todo el mundo de fragmentos de la Vera Cruz. Salió a la venta en el año 2001 y según Editorial Planeta, se han vendido más de 1,25 millones de ejemplares.

## Argumento
Bajo el suelo de la Ciudad del Vaticano, encerrada entre códices en su despacho del Archivo Secreto, la hermana Ottavia Salina, paleógrafa de prestigio internacional, recibe el encargo de descifrar unas extrañas escarificaciones aparecidas en el cadáver de un etíope: siete letras griegas y siete cruces. Junto al cuerpo se encontraron tres trozos de madera aparentemente sin valor. Todas las sospechas van encaminadas a que esos pedazos pertenecen, en realidad, a la Vera Cruz, la verdadera cruz de Cristo.

## Personajes principales
- Ottavia Salina: religiosa de la Orden de La Venturosa Virgen María. Doctora en Paleografía e Historia del Arte. Es directora del Laboratorio de Restauración y Paleografía del Archivo Secreto Vaticano. Nació en Sicilia y es una de los nueve hijos de una de las familias más importantes de Palermo.
- Kaspar Glauser-Röist: capitán de la Guardia Suiza y uno de los agentes más apreciados por el Papa. De origen Suizo-Alemán. Encargado de "ocultar" o "hacer desaparecer" todos los trapos sucios del Vaticano.
- Farag Boswell: profesor del Museo Grecorromano de Alejandría. Experto en Historia y Paleografía bizantina. De origen egipcio-copto.

## Staurofílakes

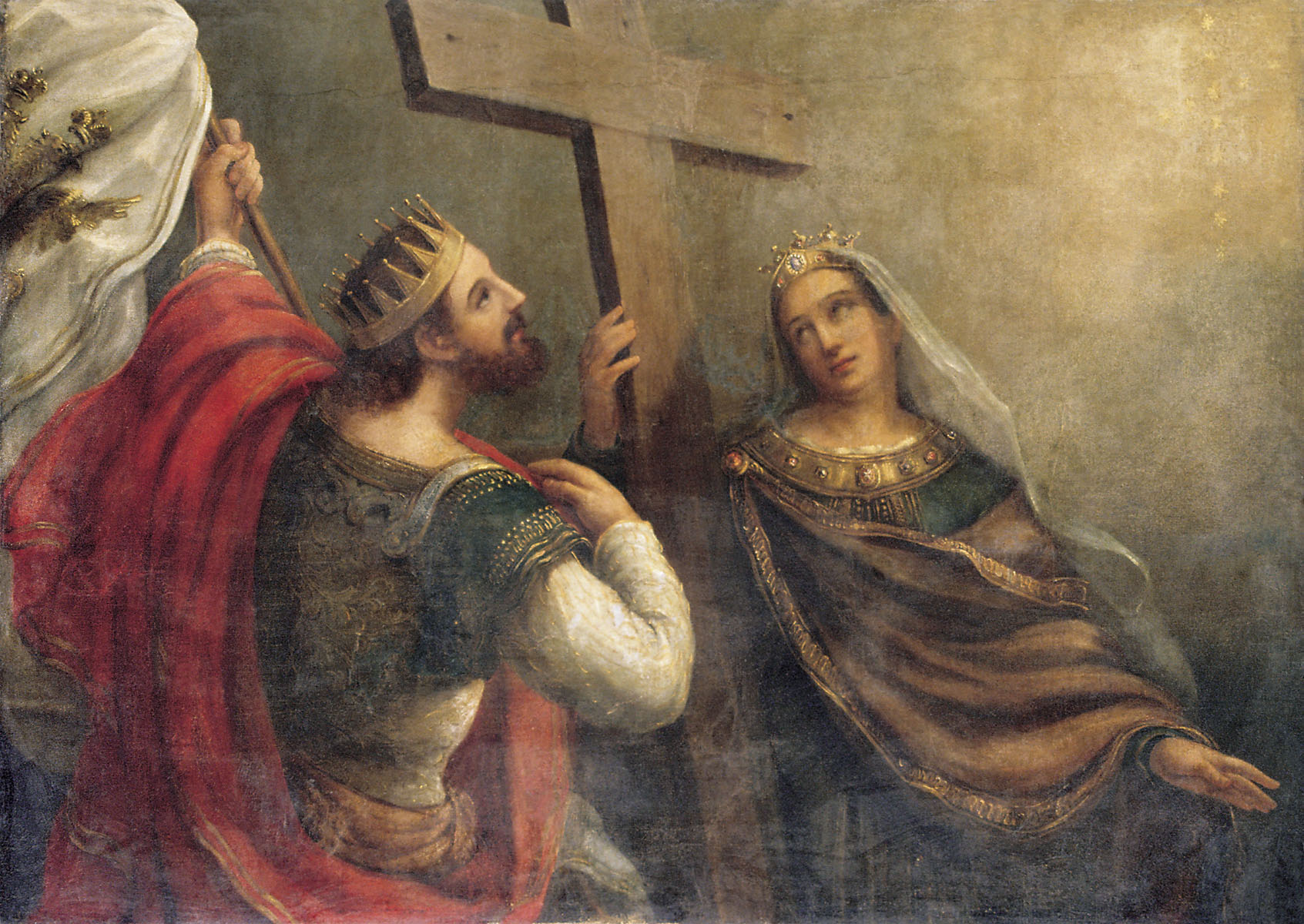
El emperador romano Constantino I el Grande junto a su madre Elena de Constantinopla y la Vera Cruz supuestamente descubierta por ella.

Secta religiosa secreta (ficticia), cristiana, que se origina a partir del año 326, cuando Elena de Constantinopla, madre del emperador romano Constantino I el Grande, a los 80 años de edad,en el año 325 d. C., tras indagar en Jerusalén y preguntar a los sabios, descubre, en una gruta del Golgota, tres cruces junto a la corona de espinas, el Titulus Crucis y más reliquias de la Pasión de Cristo. Tras coger a un muchacho muerto, lo coloca encima de cada una de las cruces encontradas hasta que en la tercera cruz, tras depositar el cadáver, este resucita, constatando que esta es la cruz donde Jesús de Nazaret fue crucificado, la Vera Cruz. Los staurofílakes desde el principio han custodiado los fragmentos de la Vera Cruz y en la actualidad se encargan de ir recuperándolos. Los miembros de esta secta religiosa tienen unos rituales de iniciación que consisten en siete pruebas en siete ciudades diferentes. Estos han ido variando a lo largo de los siglos, por seguridad y temor a ser descubiertos. Aquellos aspirantes a staurofílakes, por cada prueba mortal que es superada, son marcados por otros staurofílakes veteranos con unas escarificaciones en el cuerpo, con forma de cruces y en la última prueba con letras griegas formando la palabra ΣΤΑΥΡΟΣ (STAUROS). En la novela, el primer staurofílake que aparece y con el que se inicia toda la trama es el etíope Abi Ruj Iyasus, que aparece muerto en un accidente de avioneta, abrazado a una caja con unos trozos de madera (Lignum Crucis). Este etíope tiene por todo su cuerpo las escarificaciones de las cruces y las letras griegas. Entre los staurofílakes, el equivalente al papa es denominado «catón». A lo largo de los siglos, hasta la actualidad, ha habido 257 catones, elegidos por un consenso tras la muerte del último catón.

## La Divina Comedia
La Divina Comedia de Dante Alighieri aparece en esta novela como una de las claves a descifrar y muy útil para poder pasar las siete pruebas. En cada estrofa de esta obra medieval hay un doble sentido y un significado oculto, que en su día Dante Alighieri ―staurofílax él mismo, según la novela― escribió intencionadamente para aquellos aspirantes a staurofílakes que supiesen interpretar el significado de sus palabras.

## Ediciones en otros idiomas
- Wächter des Kreuzes (alemán)
- O último catão (português)
- L'ultimo catone (italiano)
- The last cato (inglés)